# Pic de Panestrel
Il Pic de Panestrel (3.254 m s.l.m. - detto anche, più semplicemente, Le Panestrel) è una montagna delle Alpi del Monviso nelle Alpi Cozie. Si trova in Francia tra i dipartimenti delle Alte Alpi e delle Alpi dell'Alta Provenza.

## Caratteristiche
La montagna è collocata a sud dei Pics de la Font Sancte ed alla testata della Val d'Escreins.